# Скрынник, Елена Борисовна
Елена Борисовна Скрынник (в девичестве Новицкая; род. 30 августа 1961, Коркино, Челябинская область) — российский государственный деятель. В прошлом — министр сельского хозяйства Российской Федерации (2009—2012), член Президиума Правительства РФ (с 12 марта 2009 года по 21 мая 2012 года). Первая женщина на посту министра сельского хозяйства России. Кандидат экономических наук. 
Осенью 2012 года Скрынник некоторое время жила с семьёй во Франции, где у неё есть недвижимость. 2 декабря 2012 года она появилась в программе телеканала НТВ «Центральное телевидение» и пояснила, что уезжала за границу ненадолго, после чего вернулась в Россию. В июле 2017 года сообщалось, что Скрынник проживает с детьми во Франции и на родине бывает редко.
С 2016 года Скрынник руководит созданным ею Международным независимым институтом аграрной политики, который занимается разработкой «Стратегии развития сельского хозяйства России до 2050 года».

## Биография
Родилась в семье местных руководителей производства: отец — горный инженер, мать главный инженер завода. Двоюродная сестра Виктора Христенко. В школе училась в исключительном девичьем классе.
После школы два года проработала лаборантом на Коркинском кузнечно-штамповочном заводе, после чего по линии рабфака поступила в Челябинский мединститут.
В 1981—1986 гг. — училась в медицинском институте в Челябинске. По медицинской специальности — кардиолог.
В 1986 году окончила Челябинский медицинский институт, в 1992 году — Академию народного хозяйства при Правительстве Российской Федерации по специальности «управленческие кадры».
С 1986 года работала кардиологом, терапевтом в студенческой поликлинике Челябинска, затем заместителем главного врача больницы Челябинского металлургического комбината.
В 1992 — получила диплом Академии народного хозяйства при Правительстве Российской Федерации. Проходила стажировку в Германии и Франции по специальности «лизинговые технологии».
В 1994 году — основала Межрегиональную медицинскую лизинговую компанию «Медлизинг». В качестве руководителя этой компании сотрудничала с Минздравом при министре Юрии Шевченко в сфере закупки иностранного медицинского оборудования.
С 1997 года в течение ряда лет — руководитель Российской ассоциации лизинговых компаний.
С 1998 года — председатель экспертного Совета по лизингу Совета Федерации.
С 2000 года — член правления Российского союза промышленников и предпринимателей.
В декабре 2001 года Скрынник была назначена Генеральным директором государственной агропромышленной лизинговой компании ОАО «Росагролизинг». Согласно контракту, сохранила право параллельно заниматься собственным бизнесом.
С 2001 года до апреля 2009 года — Генеральный директор ОАО «Росагролизинг».
По данным издания «КоммерсантЪ», «Росагролизинг» под руководством Скрынник имел существенно более высокий оборот и большую прозрачность операций по сравнению с теми же показателями при Валерии Назарове. Один из крупнейших региональных операторов «Росагролизинга» сообщил: "если в 2008 году его компания за год поставила по лизингу «около трех тысяч» комбайнов, то в 2012 году «счёт шел на десятки штук». В 2012 году Счётная палата констатировала «отсутствие в ОАО „Росагролизинг“ данных и информации об общих объёмах закупленных и переданных в лизинг сельскохозяйственной техники, оборудования и племенных животных», из-за которого «не представляется возможным оценить деятельность лизинговой компании в 2010 году». Скрынник заметила, что реестр техники существовал при её руководстве и был доступен онлайн.

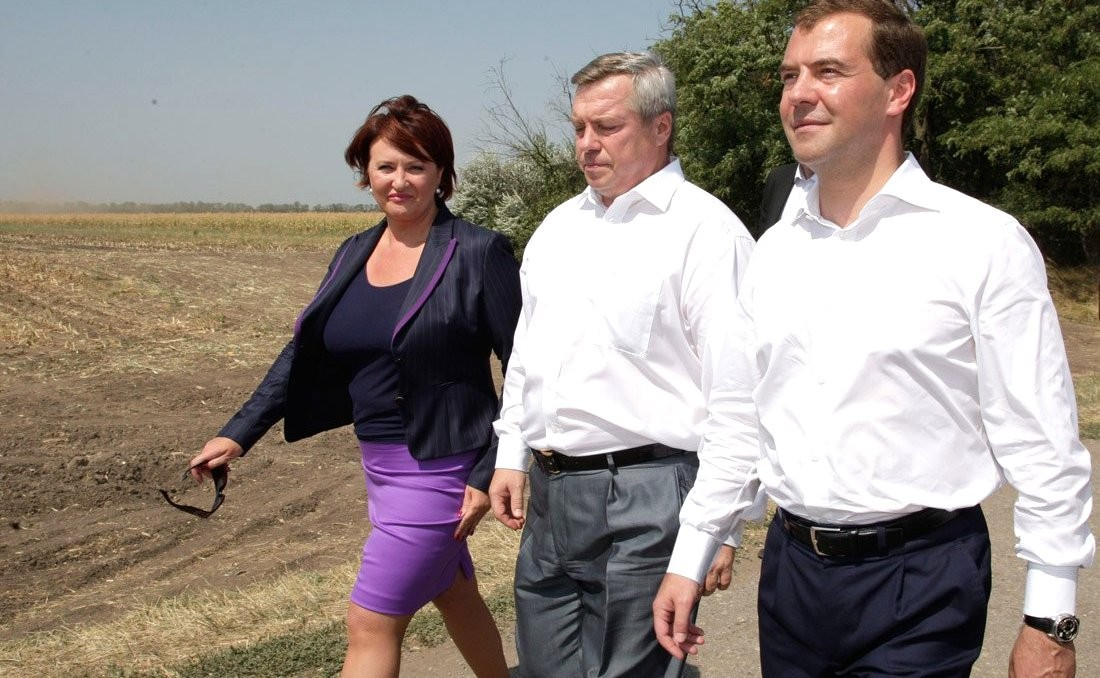
C президентом России Дмитрием Медведевым в Ростовской области, 2010 год

15 ноября 2005 года Указом Президента Российской Федерации Скрынник была награждена медалью ордена «За заслуги перед Отечеством» II степени — с формулировкой за достигнутые трудовые успехи и многолетнюю добросовестную работу.
В ноябре 2008 года избрана в состав Высшего совета Всероссийской политической партии «Единая Россия».
С 12 марта 2009 по 21 мая 2012 года — министр сельского хозяйства Российской Федерации.
Осенью 2012 года Скрынник находилась некоторое время во Франции, где проходила лечение в условиях домашнего стационара. 2 декабря 2012 года она появилась в программе телеканала НТВ «Центральное телевидение», заявив, что вопреки информации о её переезде, уезжала за границу ненадолго, после чего вернулась в Россию.
С 2016 года президент «Фонда Скрынник стратегии АПК2050», в 2020 году проявляла интерес к возрождению аграрной партии.

### Министр сельского хозяйства
С 12 марта 2009 по 21 мая 2012 года — министр сельского хозяйства Российской Федерации. Её назначение было встречено во властных кругах с оптимизмом. Деятельность Скрынник в сельскохозяйственной отрасли высоко оценил Председатель Государственной думы Российской Федерации Борис Грызлов: «Елена Скрынник… внесла большой вклад в развитие механизмов поддержки сельского хозяйства. Во время региональных поездок я часто бываю на сельскохозяйственных предприятиях… и знаю, насколько востребованы лизинговые программы для аграрных производств».
В мае 2009 года, к началу полевых работ, Скрынник сформировала госкомпанию по поставкам ГСМ для села по льготным ценам. Впоследствии Минсельхозом под руководством Скрынник была создана система бесперебойного обеспечения сельской техники льготными ГСМ. В 2011 году правительство России решило отказаться от закупок импортного сахара, так как за предыдущие два года, в стране стало производиться достаточное количество сахарной свеклы. В том же году Россия впервые в истории начала экспортировать сахар.
При Скрынник Россия начала обеспечивать себя основными категориями сельскохозяйственной продукции. Для контроля над ценообразованием Минсельхоз начал активное сотрудничество с Федеральной антимонопольной службой. С 1 января 2010 года в России вступило в силу распоряжение главного государственного санитарного врача, которое запрещает продавать населению мясо кур, при производстве которой для обеззараживания используются соединения хлора в высокой концентрации. По мнению ряда экспертов, Скрынник являлась одним из инициаторов этого запрета. В 2010 году Скрынник начала проводить политику импортозамещения, в рамках которой началось сокращение импорта в Россию мяса птицы и увеличение экспорта российского мяса. Для поддержки российских производителей молока, Скрынник запретила ввоз в Россию сухого молока из Белоруссии.
В 2010 году во время засухи, Скрынник добилась увеличения кредитования на 2011 год, чтобы восстановить производство сельхозпродуктов. В августе 2010 года после засухи Минсельхоз возобновил работу Федеральной комиссии по финансовому оздоровлению сельхозтоваропроизводителей, чтобы реструктурировать долги агрокомпаний. Задача комиссии состояла в недопущении банкротств в отрасли в связи с засухой. В 2011 году во время нашествия саранчи на большую часть регионов России, Скрынник поддержала инициативу создания специальных мобильных отрядов, которые до сих пор успешно борются с вредителями.
21 мая 2012 года покинула пост министра сельского хозяйства в связи со сменой состава кабинета министров.

## Учредитель и совладелец компаний
По данным издания «Ведомости» Скрынник являлась учредителем или совладельцем следующих компаний:
- ООО «Медлизинг»
- ООО «Русская медицинская компания»
- ООО «Русмединвест-М»
- ЗАО «Инвестрегионлизинг»
- ОАО «Росагролизинг» (ген. директор)

С 2009 года владеет эстетическим центром «Свисс Перфекшэн». Компания с похожим названием Swiss Perfection является эксклюзивным партнёром элитной медицинской клиники La Prairie на швейцарском курорте Монтрё, сама Скрынник отрицала связь с этой компанией. С 2016 по 2021 год «Свисс Перфекшэн» получила госконтракты на 36 миллионов рублей, а «Стемфис» - ещё на 367,2 миллиона рублей.

## Доходы и собственность
Доходы и собственность Скрынник, согласно официальным декларациям, составили:
- 2010 г. — заработок: 7 млн. 384 тыс. руб. Владеет земельным участком 4800 м², жилыми домами 2142 и 231,9 кв. м., квартирой 115,4 м кв., а также автомобилем Mercedes-Benz С 500 LM.
- 2009 г. — доход в 10 млн. 835 тыс. рублей; два автомобиля, в том числе — BMW 760.
- 2008 г. — официальный доход — 10 млн. 735 тыс. руб[38].

В конце ноября 2012 года К. Собчак, Д. Гудков, О. Митволь и А. Лебедев опубликовали информацию о том, что Скрынник принадлежит элитная клиника La Prairie в швейцарском городе Монтрё на берегу Женевского озера. Имеющиеся документальные подтверждения, уточнил О. Митволь, переданы в швейцарскую полицию. Сама Скрынник отрицала, что ей принадлежит данная клиника. Позднее, по словам адвокатов экс-министра, прокуратура Швейцарии не подтвердила информацию о том, что Скрынник является клиентом швейцарских банков и имеет таким образом какой-либо бизнес в стране. Из открытых данных российского Единого госреестра юридических лиц следует, что Скрынник в 2001 году выступила учредителем ООО «Эстетический центр Swiss Perfection», по документам являющимся филиалом швейцарской клиники.
Скрынник, по собственному признанию, имеет дом во Франции (площадью около 200 м²). Согласно СМИ, недвижимость за границей не была указана в налоговых декларациях Скрынник в годы её работы министром сельского хозяйства РФ. Поясняя данный факт, Скрынник заявила, что у неё есть фирма, на которой и была задекларирована эта недвижимость в 200 квадратных метров в годы её работы министром сельского хозяйства.
Владеет поместьем в элитном закрытом коттеджном поселке «Корабельные сосны» в Подмосковье, стоимость которого составляет от 1,5 миллиона до 10 миллионов долларов и квартирой на Ленинском проспекте площадью почти 150 квадратов и стоимостью около 70 миллионов рублей.
В августе 2020 года она купила апартаменты в башне «Федерация» в «Москва-Сити» стоимостью 700 миллионов рублей.

## Критика
В ноябре 2012 года, после смены правительства России в мае 2012 года, на сайте ВГТРК была опубликована текстовая версия отрывков из предусмотренного к показу документального расследования деятельности Скрынник. В фильме ВГТРК рассказывается, что в период руководства Скрынник Минсельхозом РФ из бюджета ведомства были выделены деньги на улучшение жилищных условий сотрудников, однако фактически средства потрачены на покупку особняков на Рублёвском шоссе. Находившаяся на тот момент в декретном отпуске Скрынник опровергла эту информацию, сославшись на отчет Счетной палаты, согласно которому задолженность лизингополучателей по итогам 2008 года составляла 1 миллиард рублей, а не 39 млрд руб., как утверждали СМИ. Коррупционная составляющая аудиторами Счетной палаты не была найдена. В интервью ТАСС Скрынник заявила о намерении подать в суд на журналистов.
27 ноября 2012 года в эфире телеканала Россия-1 был показан документальный фильм-расследование «Всласть имущие». В нём прозвучали обвинения в том, что при участии Скрынник из госбюджета исчезли 39 млрд руб. В журналистском расследовании утверждалось, что выделенные государством, но не полученные фермерами миллиарды попали на счета британской компании «Брайс-Беккер», где Скрынник якобы являлась учредителем, а также на счета фирмы «АгроЕвроСоюз», учредитель которой — её родной брат Леонид Новицкий. Через пять дней после выхода фильма, в интервью телеканалу НТВ, Скрынник заявила, что не намерена прятаться от нападок на неё и будет отвечать на каждое обвинение в свой адрес, так как уверена в собственной невиновности. Скрынник возражала, что развёрнутая против неё кампания направлена на то, чтобы отвлечь внимание от эффективности работы нынешнего руководства «Росагролизинга», в частности, от проблем, связанных с обеспечением сельхозпроизводителей техникой.
По мнению некоторых аналитиков, расследование деятельности Скрынник объясняется внутриэлитной борьбой, представленной под видом борьбы с коррупцией. Скрынник, возглавляя государственную компанию, не была чиновником и не относилась к категории госслужащих, поэтому никаких нарушений она не совершала, считает партнёр ФБК Игорь Николаев.
Эксперты не исключают, что проблемы у Скрынник могли появиться из-за разногласий с Виктором Зубковым. У Скрынник могли возникнуть аппаратные трения с первым вице-премьером, курирующим сельское хозяйство, так как он был заинтересован в том, чтобы все вопросы аграрной политики замыкались лично на него. «Зубков в любом случае должен был жестко реагировать на нарушения в „Росагролизинге“ — считает Евгений Минченко из Института политической экспертизы. В первую очередь, как считает эксперт, чтобы вывести себя из-под удара, так как он возглавлял совет директоров этой компании».
В январе 2013 года председатель Счётной палаты РФ Сергей Степашин сообщил, что деятельность Росагролизинга при Скрынник и за последние 10 лет будет проанализирована на предмет возможного преднамеренного банкротства с целью последующей приватизации корпорации в частные руки. Скрынник поддержала решение о проверке Счётной палаты всей деятельности «Росагролизинга» за десять лет и перенос сроков приватизации компании на 2016 год".
18 февраля 2016 года на «Пятом канале» вышла программа «Момент истины», в которой утверждалось, что обвинения в адрес Скрынник имели заказной характер. Автор и ведущий программы Андрей Караулов, анализируя деятельность Скрынник на посту министра сельского хозяйства, сделал вывод, что причиной произошедшему послужило её решение резко ограничить на российский рынок ввоз «ножек Буша». Ещё одной причиной называлась успешная реализация Скрынник программы импортозамещения, подписанная Путиным. В попытке дискредитировать Скрынник, в фильме обвинялись крупнейшие производители куриного мяса из США, и в качестве доказательства беспочвенности всех нападок в адрес экс-министра выдвигался тот факт, что ни по одному из предъявленных Скрынник обвинений — в России, Швейцарии и других государствах уголовные дела не были возбуждены.
В декабре 2014 года в докторской диссертации Скрынник были обнаружены некорректные заимствования, вследствие чего на основании приказа Минобрнауки 246/нк от 17 марта 2015 г. лишена учёной степени доктора экономических наук в связи с нарушением пункта 12 Положения о порядке присуждения ученых степеней.

## Расследования
13 февраля 2013 года в следственном управлении МВД по Центральному федеральному округу Скрынник дала показания в качестве свидетеля по уголовному делу о мошенничестве с участием сотрудников Минсельхоза. Обвиняемым по делу является бывший руководитель аппарата Скрынник Олег Донских, который находится в международном розыске. В ноябре 2012 года Скрынник перенесла операцию на сердце и была не в состоянии ответить на вопросы следствия.
В октябре 2015 года российские СМИ распространили сообщение о том, что прокуратура Швейцарии уже более двух лет ведёт расследование деятельности Скрынник, подозревая её в «отмывании» средств. Неназванные источники в швейцарской прокуратуре сообщили журналистам, что в Швейцарии арестованы активы Скрынник в швейцарских банках на сумму 60 млн швейцарских франков. Сообщалось, что совместно с российскими правоохранительными органами расследуется также дело «Росагролизинга». Руководитель администрации президента Российской Федерации Сергей Иванов сообщил: "Насколько я знаю, у Генеральной прокуратуры Швейцарии никаких претензий конкретно к Елене Скрынник нет. Есть претензии, и существенные, в отношении её заместителя Алексея Бажанова, который раньше работал в «Росагролизинге».
В августе 2017 года стало известно, что расследование швейцарской прокуратуры по делу об отмывании денег в отношении Скрынник прекращено. По информации швейцарской газеты Blick, арест с банковских счетов Скрынник, где находится около 70 млн швейцарских франков, снят. Издание полагает, что расследование прекращено по причине отсутствия сотрудничества со стороны России.
В то же время Скрынник, после длительной переписки с интернет-агрегатором «Яндекс», который отказывался удалить из поисковых запросов ссылки на недостоверные сведения о ходе расследования, через суд добилась права на забвение. Одинцовский городской суд, куда обратилась Скрынник, удовлетворил её просьбу и обязал поисковик «прекратить выдачу ссылок, позволяющих получить доступ в сети „Интернет“ к недостоверной информации в отношении министра сельского хозяйства 2009—2012 гг. Елены Скрынник», Московский областной суд оставил это решение в силе.
Согласно расследованию «Новой газеты» от мая 2021 года, «Свисс Перфекшэн» и Stemphys зарабатывают на поставках дорогостоящего медицинского оборудования для государственных учреждений (практически все контракты компаний заключены с Федеральный медико-биологическим агентством (ФМБА), подведомственным правительству России и его структурам; ещё один контракт получен от Минздрава). При этом в одном из конкурсов ФМБА конкуренцию межуд собой вели только эти две компании, что нарушает действующие антимонопольные ограничения.

## Личная жизнь и семья
Первый муж Елены — Сергей Скрынник, за которого она вышла замуж ещё студенткой и с которым прожила шесть лет, после чего развелась, бывший начальник отдела госзакупок Главного управления материальных ресурсов Челябинской области, летом 2012 года признан виновным в получении взятки и приговорён к 7 годам колонии.
Старшая дочь от первого брака погибла в 2003 году в автокатастрофе в возрасте 21 года.
С 2004 по 2007 год была замужем за Юрием Кукотой, владельцем Великокняжеского конного завода. Дети Елены Скрынник от второго брака — близнецы Ирина и Михаил (род. 2005). Брак распался при скандальных обстоятельствах, освещавшихся в прессе. Кукота утверждал, что Скрынник угрожала ему расправой.
Третий муж Елены — Дмитрий Белоносов (род. 1971, Новокуйбышевск, Самарская область), исполнитель в жанре поп-музыки. Известен как солист молодёжной группы «Revoльvers». В одном из интервью Белоносов рассказал, что их брак был расторгнут в 2010 году и согласно брачному контракту, заключённому по настоянию Скрынник, каждый остался при своём имуществе и сбережениях; собственником компаний Елены Борисовны, по утверждению Белоносова, он был только на бумаге, доходов от их деятельности никогда не получал. В марте 2016 года Скрынник сообщила, что на данный момент её мужем является Дмитрий.
Согласно интервью Скрынник для печати в ноябре 2012 года, всего она воспитывает четверых детей, двое малышей появились на свет в августе того же года в Москве, зарегистрированы в органах ЗАГС по решению суда. Вместе с детьми Скрынник с 2012 года жила на собственной вилле во Франции стоимостью несколько миллионов евро.
Скрынник увлекается экстремальными видами спорта, катается на снегоходе и на горных лыжах.
Младший брат Скрынник — Леонид Новицкий, российский бизнесмен и автогонщик, заслуженный мастер спорта России, двукратный обладатель Кубка мира FIA по ралли-рейдам. Известен как обладатель лучшего результата в «Дакаре» среди российских участников за всю историю существования ралли.

## Награды
- Орден Дружбы (Россия) — за активное участие в работе по формированию нормативно-правовой базы Единого экономического пространства
- Медаль ордена «За заслуги перед Отечеством» II степени (15 ноября 2005) — за достигнутые трудовые успехи и многолетнюю добросовестную работу[16]
- Медаль «За заслуги перед Чеченской Республикой» (15 апреля 2011)[90]
- Благодарность Президента Российской Федерации.
- Почётная грамота Правительства Российской Федерации — за большой вклад в развитие отечественного агропромышленного комплекса и многолетний добросовестный труд
- Золотая медаль «За вклад в развитие агропромышленного комплекса».
- Орден святой равноапостольной княгини Ольги III степени (РПЦ)
- Орден святого мученика Трифона III степени (РПЦ)
- Лауреат Национальной премии общественного признания достижений женщин «Олимпия» Российской Академии бизнеса и предпринимательства[91] в 2002 г.